# Klic domače zemlje
Klic domače zemlje je povest, delo Ivana Sivca iz leta 1976, ki sodi še v začetek njegovega pisanja, saj je to njegova peta knjiga. 

## Zgodba
Povest posega v življenje slovenske vasi v začetku 70. 20. stoletja. Dolinarjev Rok, kmečki sin, se ne more odločiti: ali se naj zaposli v tovarni ali naj odide v Nemčijo na delo, kjer bi poskusil s srečo ali naj ostane na domači kmetiji. Vse pa kaže na to, da se bo poročil s Potokarjevo Marijo in združil obe kmetiji. Preko najrazličnejših zapletih Rok res ostane na kmetiji in se odloči za šolanje na kmetijski šoli, kjer pa še ni konec njegovih težav... Povest, ki realno, a vseeno privlačno prikaže vsakdanjik slovenske podeželske družine nekaj desetletij nazaj.